# Référendum lituanien sur l'adhésion à l'Union européenne
 (août 2025).
Si vous disposez d'ouvrages ou d'articles de référence ou si vous connaissez des sites web de qualité traitant du thème abordé ici, merci de compléter l'article en donnant les références utiles à sa vérifiabilité et en les liant à la section « Notes et références ».
Le référendum lituanien de 2003 est un référendum organisé en Lituanie et ayant eu lieu le 10 et 11 mai 2003. Celui-ci porte sur l'adhésion de la Lituanie à l'Union européenne.
Le taux de participation est de 63,4 % avec 1 672 317 votants pour un corps électoral de 2 638 886 personnes. 91,1 % des votants ont répondu favorablement à la question posée soit 1 504 264 personnes. 8,9 % des votants n'ont pas souhaité cette adhésion soit 147 257 personnes.
À la suite de ce résultat, la Lituanie signe le traité d'Athènes en 2003 et intègre l'Union européenne le 1er mai 2004, lors du cinquième élargissement de l'Union européenne.